# Patentes Talgo
Patentes Talgo —comunament coneguda com a Talgo— és una empresa espanyola que construeix, comercialitza i explota material ferroviari. Els trens que produeix s'anomenen Talgo. Talgo és un acrònim que prové del castellà «Tren Articulado Ligero Goicoechea Oriol» (en català-valencià, Tren Articulat Lleuger Goicoechea Oriol). Les dues últimes paraules fan referència als cognoms de l'inventor i el promotor de l'empresa.

## Història
- 1941 : el 21 d'agost l'enginyer Alejandro Goicochea Omar va provar[2] l'efectivitat del guiatge de les rodes als vehicles ferroviaris i va assolir una velocitat de 75 km/h entre Leganés i Villaverde.[3]
- 1942 : el 28 d'octubre es va constituir Patentes Talgo, per a desenvolupar tant industrial com comercialment el nou sistema. L'octubre de 1944, una unitat de TALGO I va assolir 135 km/h en un tram de baixada en el trajecte Madrid - Àvila.

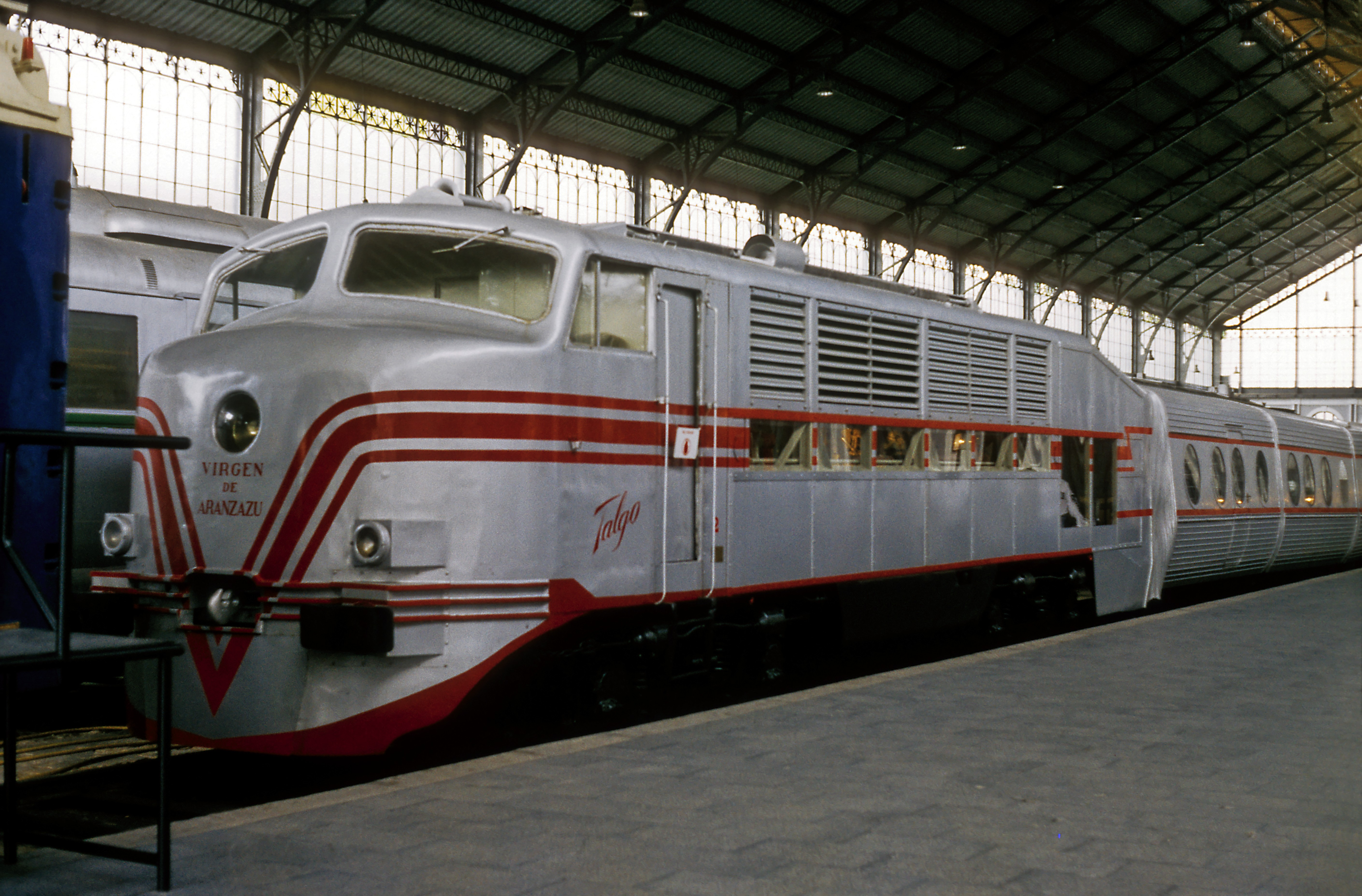
Màquina TALGO II

- 1950 : van arribar tres màquines i 32 vagons del TALGO II, fets a American Car an Foundry (A.C.F.), als Estats Units, i construïts sota les directrius espanyoles. El dictador Franco les va inaugurar en un viatge de Madrid a Valladolid, el 2 de març. El dia 12 del mateix mes, batia el rècord de velocitat a Portugal. El 14 de juliol començà a oferir servei en el recorregut Madrid - Hendaia, amb una velocitat màxima de 120 km/h.

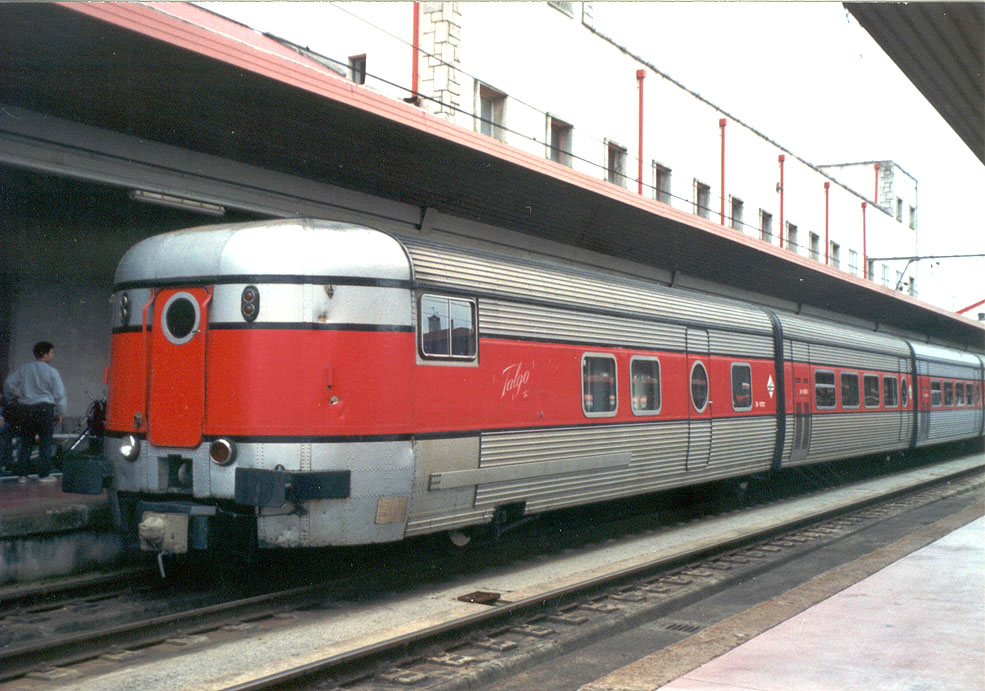
Vagó de cua TALGO III

- 1964 : l'agost entren en servei les unitats de TALGO III en el recorregut Madrid - Barcelona.
- 1966 : el juny en el trajecte Sevilla - Los Rosales, i durant unes proves, s'assoleix la velocitat de 200 km/h per primera vegada a Espanya.
- 1968 : el juliol el dictador Franco inaugurà la línia directa Madrid - Burgos. Amb un TALGO III, el 12 de novembre, es va fer el primer viatge oficial Madrid - París, amb una composició amb sistema de rodes desplaçables (RD), sistema que permetia als trens circular per vies de diferent ample, sense que calgués canviar de tren a la frontera.
- 1969 : el juny començà a explotar-se amb el nom de Catalán Talgo el trajecte Barcelona - Ginebra (Suïssa), formant part del Club de Trenes Express Europeos.
- 1972 : al gener es va retirar del servei el TALGO II en el trajecte Palencia - Madrid. Al maig del mateix any, amb 222 km/h, un TALGO III, estableix un nou rècord entre les estacions d'Azuqueca de Henares i Meco, a la província de Guadalajara.
- 1974 : al maig es va inaugurar el primer Talgo Camas, el Barcelona Talgo, que cobreix Barcelona - París.

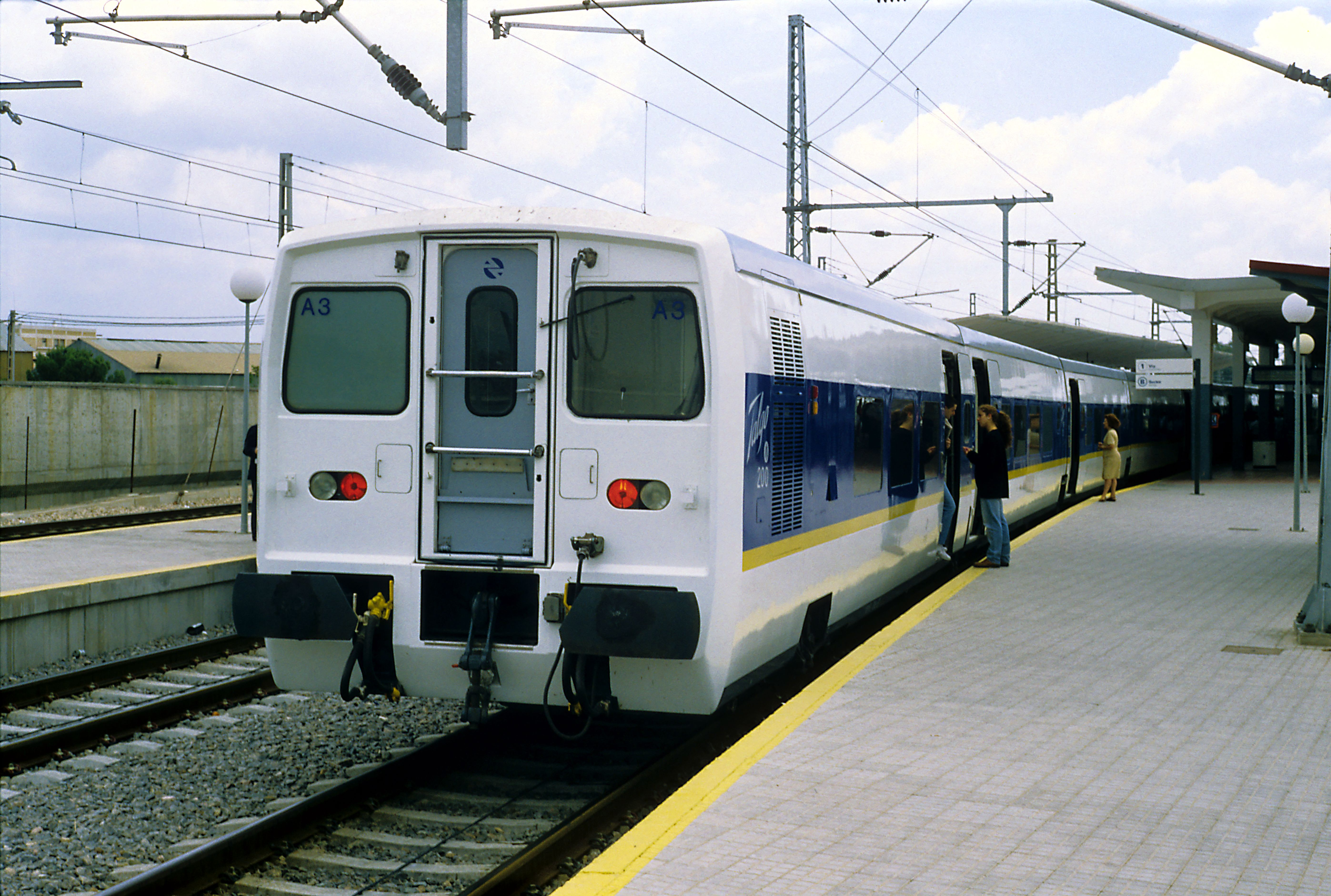
TALGO IV vist des de furgó de cua

- 1980 : el 15 de juliol, començà a circular el TALGO Pendular (TALGO IV), en el trajecte Madrid - Saragossa.
- 1992 : el juny, es firma el contracte amb Deutsche Bahn d'Alemanya, per comprar 112 vagons de Talgo pendular 200, pel projecte de Tren+Hotel.
- 1993 : al març Talgo va concedir llicència a Sumitomo Metals Industries al Japó per aplicar el sistema de rodes desplaçables als bogies (conjunt de rodes, unides per un bastidor) que fabrica l'empresa japonesa.
- 1994 : a l'abril, Talgo Rail Inc. guanyà el concurs públic per realitzar, durant sis mesos, el trajecte des de Seattle (estat de Washington) fins a Portland (estat d'Oregon). Al maig començà el servei nocturn entre Berlín i Múnic, i va començar a treballar l'empresa Talgo Deutschland Gmbh, que farà el servei de manteniment als trens de Deutsche Bahn, i es van fer proves amb una composició prototipus de TALGO 350, assolint la velocitat de 303 km/h, que era la màxima velocitat de la màquina de tren. El novembre, amb un altre prototipus, es van aconseguir els 360 km/h, el màxim que permetia la catenària.
- 1995 : l'abril es va cobrir el trajecte Seattle - Vancouver, amb dos trens Talgo Pendular 200; i el juliol, Talgo assoleix la certificació de qualitat ISO 9001 d'AENOR per la fabricació i servei de postvenda de trens i per al disseny i fabricació de màquines auxiliars de taller. La Deutsche Bahn contractà la fabricació de 38 vagons més per al servei nocturn Múnic - Hamburg.
- 1996 : el febrer es van fer assajos a Rússia de material RD, i a juliol es signà un contracte amb el Departament de Transport de l'Estat de Washington, per comprar dos trens Talgo 200, i també Amtrak contractà un altre tren.
- 1998 : l'abril es va signar l'acord amb Adtranz per al disseny i la construcció de les màquines d'alta velocitat TALGO 350, i equips de tracció per als caps tractors TALGO BT. A l'octubre, es presentà, a l'estació de França de Barcelona, la nova generació de Talgo pendular amb tracció al davant i a la cua. El novembre, en les instal·lacions ferroviàries de Pueblo (Colorado, EUA), es van donar per finalitzades les proves del Talgo Pendular 200, i començà l'explotació comercial entre Seattle (Washington, EUA) - Vancouver (Colúmbia Britànica, Canada), i Seattle (WA) - Eugene (Oregon). El desembre, Renfe contractà la construcció de 158 vagons Talgo Pendular versió 7 per a les composicions TALGO BT. D'altra banda, es signà un acord amb Adtrans per al disseny i fabricació de trens Talgo Pendulars autopropulsats de tracció elèctrica, i ample variable.
- 1999 : el gener es van fer proves en ample de Renfe del tren TALGO XXI, autopropulsat, i al febrer es va fer la presentació a la premsa. El maig, es va comprar la divisió ferroviària de l'empresa finesa Rautaruuki, que es dedicava a la fabricació de vagons de passatgers de dos pisos per a velocitats de 200 km/h, i al juny incorporà el grup finès Talgo Transteech Oy, que també fabricava vagons d'alta velocitat de dos pisos. El juny van començar les proves de canvi d'ample de vies en TALGO BT al Puerta de Atocha. I a l'octubre, s'amplià la certificació ISO 9001, per al disseny i la fabricació, de vehicles ferroviaris.

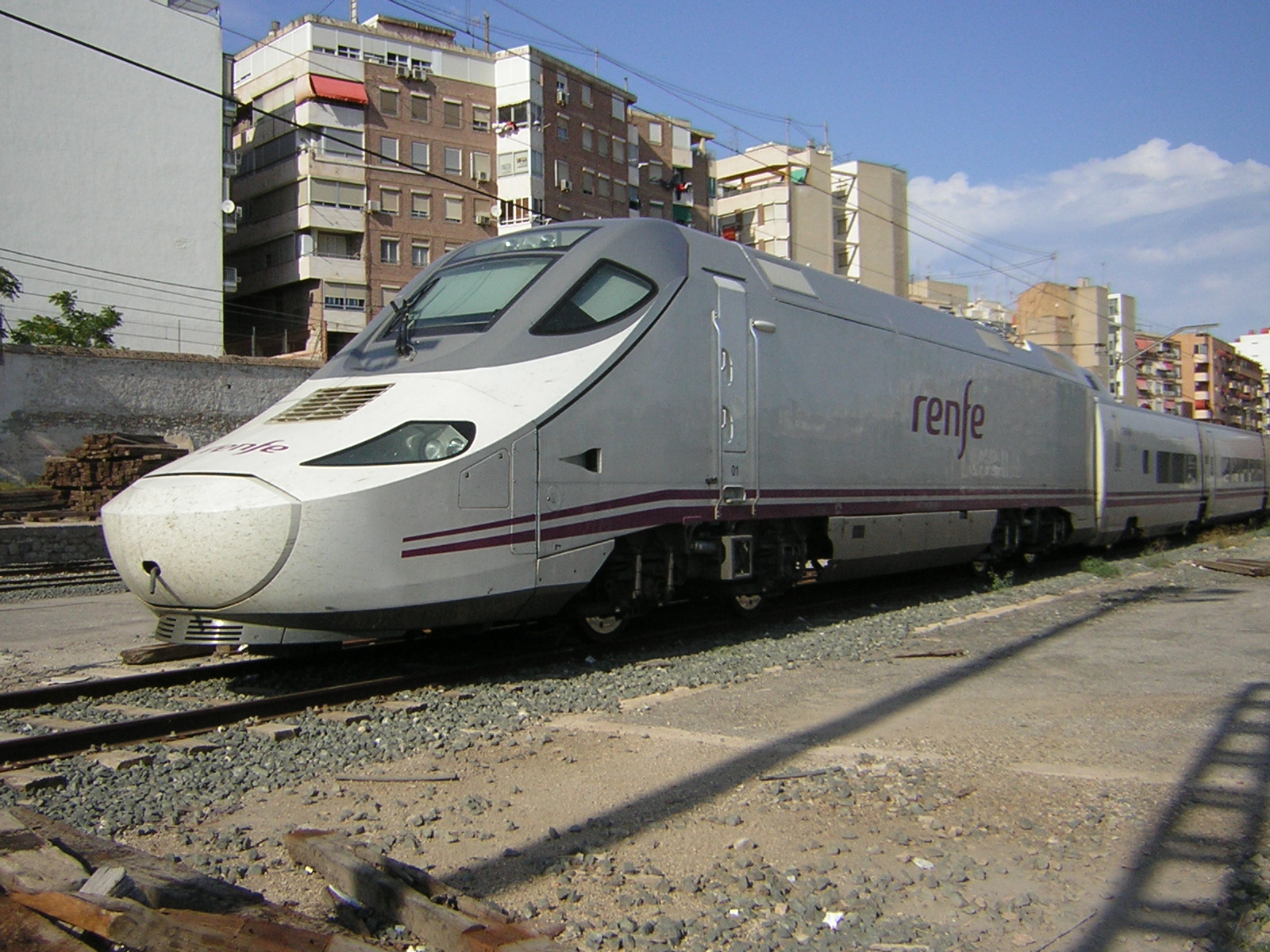
Talgo 250 Patito

- 2000 : any de desenvolupament de diferents projectes i premis, composició Talgo XXI amb dos caps tractors dièsel Talgo BT per diferents amples de via, presentació a la premsa, proves de Talgo Pendular a Bòsnia, i al Kazakhstan, i la primera circulació del TALGO 350, a 340 km/h per la línia Madrid - Sevilla. D'altra banda, es va adquirir l'empresa americana Transportation and Transit Associates LLC, i es va constituir la filial Talgo LRC, LLC, amb seu a Livingston (Montana), dedicada a la construcció, reparació i lloguer de màquines de tren. Es va assolir el premi Príncipe Felipe a la Excelencia Empresarial, i es concedeix el I Premio Talgo a la innovación Tecnológica. Es va fer donació al Museu del Ferrocarril de Vilanova i la Geltrú (al costat de l'estació del tren) de quatre vagons, inclosa una cua Rotonda, que juntament amb la màquina de la mateixa sèrie Virgen de la Begoña, completaran una minicomposició d'aquest tren.
- 2001 : Renfe contractà el subministrament de tres noves composicions de vagons Talgo Pendular sèrie 7, i també demana 16 trens Talgo 350 per la línia Madrid-Barcelona. Al març, un Talgo 350 va batre el rècord de velocitat a Espanya en la línia Madrid - Sevilla a 359 km/h. L'abril es van tancar els tallers Talgo d'Aravaca (Madrid), després de més de trenta anys de servei per al manteniment dels trens Talgo II i Talgo III, i de les màquines de Renfe 352, 353 i 354 (dièsel). Després de més de 38 anys de servei, el dia 20 de maig del 2001, es retirà la darrera màquina de tren de Renfe sèrie Talgo 2000 tipus 160 B, anomenada Virgen de Gracia, 352 005-5, i van començar les proves del Talgo 350 en la via d'alta velocitat Madrid-Barcelona. El 10 de juliol un tren Talgo XXI, va batre el rècord de velocitat mundial per tracció dièsel a la velocitat de 256 km/h en una via experimental, i també l'11 d'octubre una composició presèrie Talgo 350, va assolir el rècord en vies espanyoles de 362 km/h. Carlos Palacio Oriol, assumeix la presidència de Talgo, substituint Lucas M. de Oriol Lopez-Montenegro.
- 2003 : es van servir a Renfe els trens Talgo 350 AVE (S-102 de Renfe) per les proves, i es van lliurar a l'administració kazakha, dos trens nocturns per al servei Almati - Astanà.
- 2004 : en un viatge de proves per a l'homologació, durant la nit del 25 al 26 de juny, s'arribà a la velocitat de 365 km/h, rècord de tracció elèctrica en Espanya. S'acabaren de remodelar 18 composicions de vagons Talgo Pendular sèrie 4.
- 2005 : al febrer Renfe inaugurà la línia d'alta velocitat Madrid - Lleida, amb els trens Talgo 350 AVE (S-102), que comencen a circular a una velocitat mitjana de 200 km/h, a incrementar posteriorment, amb una senyalització correcta.
- 2006 : el gener Talgo OY lliurà 20 trens hotel de dos pisos als ferrocarrils finlandesos, i va obtenir l'adjudicació per al subministrament de 20 vagons de dos pisos per la companyia ferroviària VR Limited Talgo.
- 2007 : al febrer Renfe presentà el Talgo 250 (AVE S-130), què és un tren d'alta velocitat, però amb ample de via desplaçable i, per tant, pot circular per tot el territori. Es van fer les primeres proves el març i entrà en servei comercial al novembre en diverses línies d'ample de Renfe, escurçant els temps del recorregut.
- 2008 : el maig s'organitzà al Museu del Ferrocarril de Vilanova i la Geltrú, una exposició de maquetes i trens Talgo, amb el nom Talgo más allá de una marca.
- 2009 : l'abril es retirà el TALGO III després de 45 anys de servei. El juny del mateix any, RD, el sistema de canvi d'ample de via de Talgo va complir 40 anys.[4]
- 2021 : el 16 de maig Renfe retirà de la circulació el Talgo Pendular (Talgo IV) després de 41 anys de servei.[5]
- 2024 : a l'abril Talgo va entregar les unitats Avril a Renfe.[6]
- 2025: l'empresa va ser controlada per Sidenor, en adquirir el 29,7% de la companyia.[7]